# Neelix

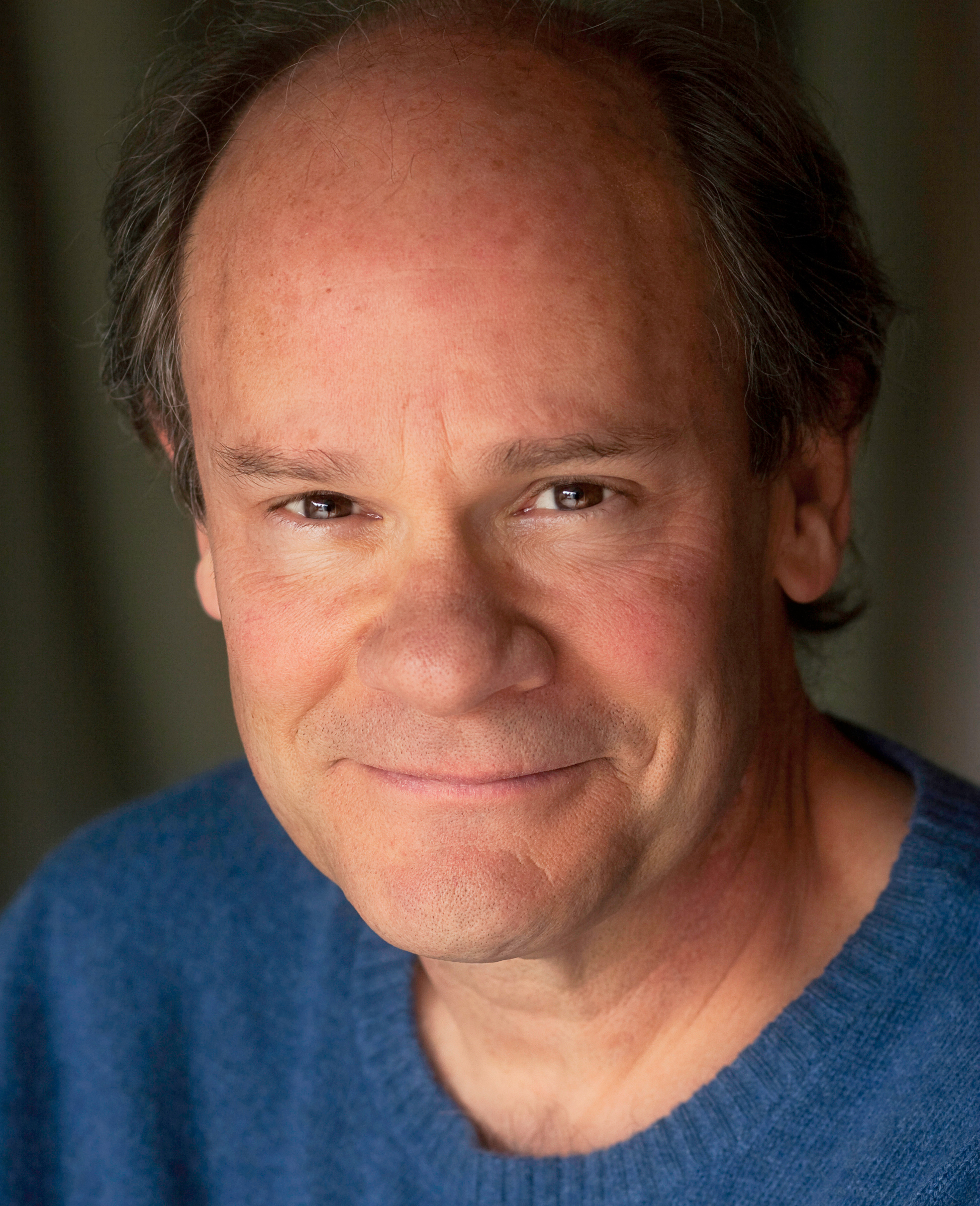
Ethan Phillips, představitel Neelixe.

Neelix je fiktivní mimozemská postava ze světa Star Treku. V seriálu Star Trek: Voyager se v roce 2371 dostal na palubu lodě Federace USS Voyager, kde vykonával post velvyslance, kuchaře a tzv. morálního důstojníka. Voyager opustil v roce 2378, když byla objevena malá kolonie jeho druhu na asteroidu. Neelixe ztvárnil herec Ethan Phillips.

## Biografie
Neelix je druhem Talaxian. Narodil se na Rinaxu, měsíci domovské planety Talax v kvadrantu delta. Jeho prapradědeček však pocházel z druhu Myleanů. Celá Neelixova rodina byla zabita ve válce s Haakoniany.
Do roku 2371 se Neelix živil různě. Když se v roce 2371 setkal s lodí USS Voyager, živilo ho to, co nalezl ve vracích zničených vesmírných lodí v blízkosti Ochráncovy vesmírné stanice. Poté, co pomohl posádce Voyageru setkat se s Ocampy, mimozemským druhem které Ochránce chránil, a poté, co byla Ochráncova stanice zničena, přidal se spolu se svou ocampskou přítelkyní Kes k posádce Voyageru. Stal se šéfkuchařem, diplomatem a také takzvaným důstojníkem přes morálku. Jeho znalosti okolního vesmíru byli pro posádku Voyageru velmi cenné.
Neelix považoval za svého přítele šéfa bezpečnosti Tuvoka, kterého se neustále snažil rozveselit. Během transportu Neelixe, Tuvoka a mimozemské rostliny došlo k poruše, a na čas se z těchto tří stala jedna osoba, která se nazývala "Tuvix". Neelix si byl také velmi blízký s Naomi Wildmanovou, i její matkou Samanthou.
Neelixův pohled na náboženství nebyl nikdy plně osvětlen, ale po většinu času jeho pobytu na Voyageru věřil v talaxianskou verzi posmrtného života. Poté, co byl po nehodě několik hodin klinicky mrtvý a neměl žádné posmrtné vize, ztratil v posmrtný život víru (epizoda „Mortail Coil“).
Neelix opustil Voyager v epizodě sedmé série „Homestead“, kdy byla nalezena malá talaxianská kolonie v pásmu asteroidů. Kapitán Kathryn Janewayová jmenovala Neelixe "oficiálním" velvyslancem Hvězdné flotily v kvadrantu delta. Poté se Neelix objevil ještě v závěrečné epizodě „Endgame“, kdy navázal s Voyagerem dálkovou komunikaci před tím, než se loď dostala do alfa kvadrantu.